# Melierax poliopterus
El azor lagartijero somalí (Melierax poliopterus) es una especie de ave Accipitriforme, de la familia Accipitridae, que vive en el este de África.

## Taxonomía
Es una especie intermedia entre el Melierax metabates (azor lagartijero claro) y el Melierax canorus (azor lagartijero oscuro), tanto en el color de su plumaje, como en su tamaño general y longitud de sus patas, aunque no cohabitan en el mismo territorio. Tradicionalmente se ha considerado una subespecie del Melierax canorus, pero las pequeñas diferencias morfológicas entre ambas y sus distintas áreas de distribución han hecho que se la sitúe como una nueva especie.

## Descripción

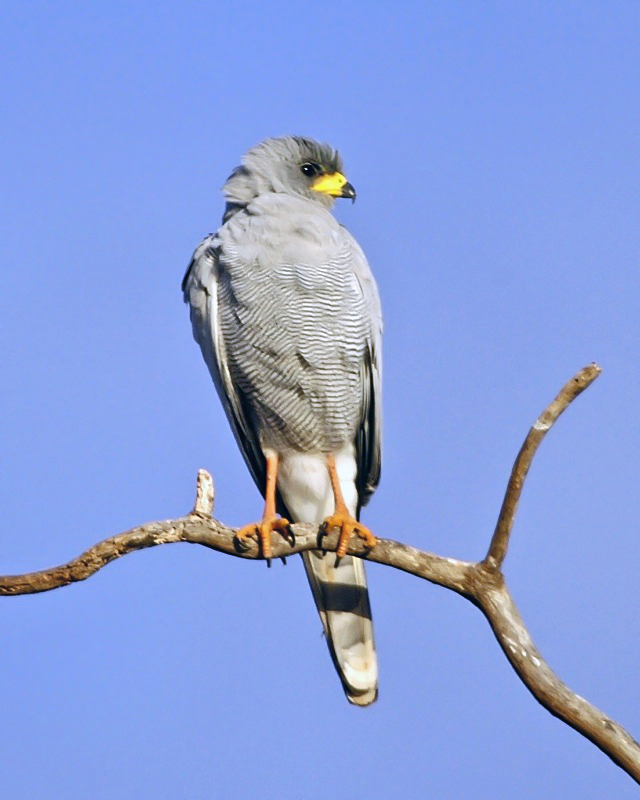

Mide entre 49 y 55 cm de longitud, de 96 a 110 cm de envergadura y su cola mide entre 20 y 25 cm de longitud. El tamaño de los machos es un 15% menor que el de las hembras.
Los adultos tienen la cabeza, pecho y partes superiores de color gris. El vientre tiene un fino barrado gris y blanco y las plumas caudales son de color blanco. La parte inferior de las alas es de color blanco, con las plumas secundarias de un gris claro y las primarias de color gris más oscuro, dando la impresión, visto desde el suelo, de un ave de color blanco con puntas alares oscuras y cabeza gris. La cola es negra en su parte superior y blanca en la inferior, con un barrado gris. La base del pico es de color amarillo y sus patas son de una naranja rojizo. Los ejemplares inmaturos son de color pardo pálido, con una ceja blanca sobre el ojo y son prácticamente idénticos a los ejemplares juveniles del azor lagartijero claro, distinguiéndose tan solo por tener unas patas ligeramente más largas que estos últimos.

## Distribución y hábitat
Vive en áreas semidesérticas, sabanas y zonas de monte bajo hasta altitudes de 2000 m en el sur de Etiopía y Yibuti, el oeste de Somalia, el este de Kenia y el noreste de Tanzania y Uganda.